# Ravensburg und Alter Berg
Das Gebiet Ravensburg und Alter Berg ist ein vom Landratsamt Karlsruhe durch Verordnung vom 19. Juli 1990 ausgewiesenes Landschaftsschutzgebiet auf dem Gebiet der Gemeinden Kürnbach und Sulzfeld im Landkreis Karlsruhe.

## Lage und Beschreibung
Das 12,5 km² große Landschaftsschutzgebiet umfasst den Südosten des Gemeindegebiets von Sulzbach und den östlichen Teil des Kürnbacher Gemeindegebiets. Es liegt am Übergang der Naturräume Kraichgau und Strom- und Heuchelberg.
Es zeichnet sich durch große zusammenhängende Waldgebiete und weitläufige Wein- und Obstbaulandschaften aus.

## Schutzzweck
Wesentlicher Schutzzweck des Landschaftsschutzgebietes ist laut Schutzgebietsverordnung 
1. „die Bewahrung des reizvollen Landschaftsbildes der Übergangslandschaft zwischen Kraichgau und Stromberg;
2. die Erhaltung und langfristige Sicherung der verbliebenen Streuobst- und Hangwiesen als extensiv genutzte Kulturlandschaft von hoher ökologischer Bedeutung und als Ausgleichsflächen für intensiv genutztes Rebland und damit der Bewahrung der landschaftstypischen Mischung von Obst- und Weinbau;
3. die Sicherung von Landschaftselementen, welche die Strukturvielfalt erhöhen und damit zusätzliche Lebensräume bieten, wie Feldhecken oder Hohlwege mit ihrer typischen Vegetation nebst den Steinbrüchen;
4. der Schutz der ökologisch und klimatisch wertvollen Bachauen durch Erhaltung und Entwicklung der Ufergehölze sowie Sicherung der vorhandenen Grünlandflächen, Schilfbestände und Seggenriede mit dem Ziel, die Umwandlung der Ackerflächen der Auen in Wiesen zu fördern;
5. der Schutz der Feldflur vor baulicher Zersiedlung und Einfriedung zugunsten einer landschaftsgerechten Nutzung und Naherholung;
6. der Schutz der Wälder, insbesondere der naturnahen Waldgesellschaften sowohl als Lebensraum heimischer Tier- und Pflanzenarten sowie zur Sicherung der Funktionen Bodenschutz, Regenrückhaltung und Erholung.“[1]

## Zusammenhängende Schutzgebiete
An das Landschaftsschutzgebiet grenzen von Norden beginnend im Uhrzeigersinn folgende Schutzgebiete unmittelbar an: 
- Landschaftsschutzgebiet Hügel und Bachtäler zwischen Eppingen und Mühlbach
- FFH-Gebiet Heuchelberg und östlicher Kraichgau
- Landschaftsschutzgebiet Oberes Zabergäu zwischen Zaberfeld-Ochsenburg und Pfaffenhofen-Weiler in Zaberfeld und Pfaffenhofen
- Naturschutzgebiet Seelachwiesen
- Natur- und Landschaftsschutzgebiet Kohlbachtal und angrenzende Gebiete
- FFH-Gebiet Mittlerer Kraichgau

Der südliche Teil des Landschaftsschutzgebiets liegt zudem im Naturpark Stromberg-Heuchelberg.